# Серове
Серо́ве (англ. Serowe) — город в восточной части Ботсваны, административный центр Центрального округа страны.

## Общая информация
Расположен в плодородной области, орошаемой рекой Лоцани, примерно в 250 км к северо-востоку от столицы страны, города Габороне. Город находится к западу от автомобильной дороги, ведущей из Габороне в Франсистаун, на высоте 1135 м над уровнем моря. Входит в состав субокруга Серове/Палапье.
Город является местом рождения первого президента Ботсваны, Серетсе Кхамы. Здесь же родился и президент страны, правивший с 1998 по 2008 годы, Фестус Могае. Город является традиционным центром этнической группы бамангвато. в 25 км к северу от Серове находится заповедник Кхама-Райно, созданный для защиты и сохранения чёрного и белого носорога. Имеется аэропорт.

## Климат
| Показатель                    | Янв. | Фев. | Март | Апр. | Май  | Июнь | Июль | Авг. | Сен. | Окт. | Нояб. | Дек. | Год   |
| ----------------------------- | ---- | ---- | ---- | ---- | ---- | ---- | ---- | ---- | ---- | ---- | ----- | ---- | ----- |
| Средний суточный максимум, °C | 29,5 | 28,8 | 27,9 | 26,3 | 24,4 | 21,6 | 21,6 | 24,0 | 27,7 | 30,1 | 29,9  | 29,8 | 26,8  |
| Средняя температура, °C       | 23,2 | 22,6 | 21,5 | 18,9 | 15,6 | 12,6 | 12,3 | 14,9 | 18,8 | 22,3 | 23,2  | 23,3 | 19,1  |
| Средний суточный минимум, °C  | 17,0 | 16,4 | 15,1 | 11,5 | 6,8  | 3,6  | 3,0  | 5,7  | 9,9  | 14,6 | 16,5  | 16,8 | 11,4  |
| Норма осадков, мм             | 82,6 | 85,8 | 56,2 | 26,8 | 7,3  | 1,9  | 1,0  | 0,5  | 5,7  | 31,0 | 56,3  | 82,4 | 437,5 |
| Источник: ,                   |      |      |      |      |      |      |      |      |      |      |       |      |       |

## Население
По данным переписи 2011 года население города составляет 47 447 человек.
Динамика численности населения города по годам:
| 1981   | 1991   | 2001   | 2011   | 2013   |
| ------ | ------ | ------ | ------ | ------ |
| 23 661 | 30 264 | 42 444 | 47 447 | 48 614 |

## Транспорт
В городе имеется аэропорт.